# Bell Helicopter Textron
Bell Helicopter Textron (of korter Bell) is een Amerikaanse helikopter- en tiltrotor-bouwer gezeteld in Fort Worth. Bell produceert militaire helikopter- en tiltrotor-producten in de Verenigde Staten, in en rond Fort Worth, maar ook in Amarillo en commerciële helikopters in Mirabel in Canada.

## Geschiedenis

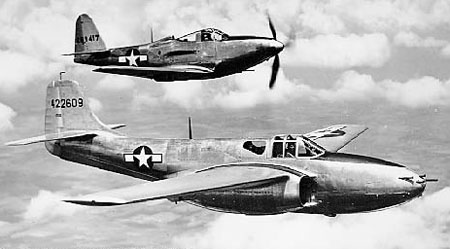
De Bell P-59 op de voorgrond en erachter de Bell P-63

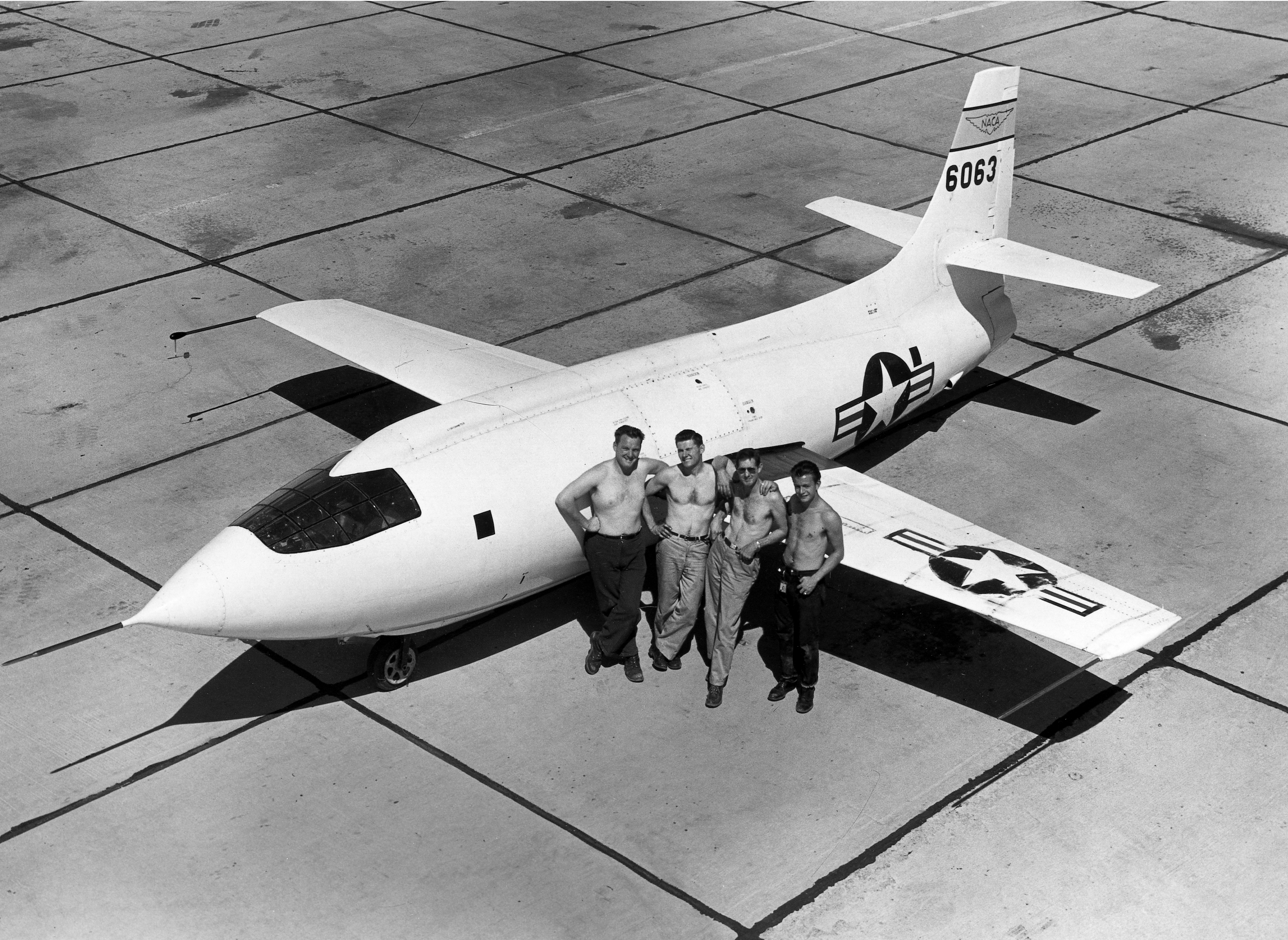
Bell X-1

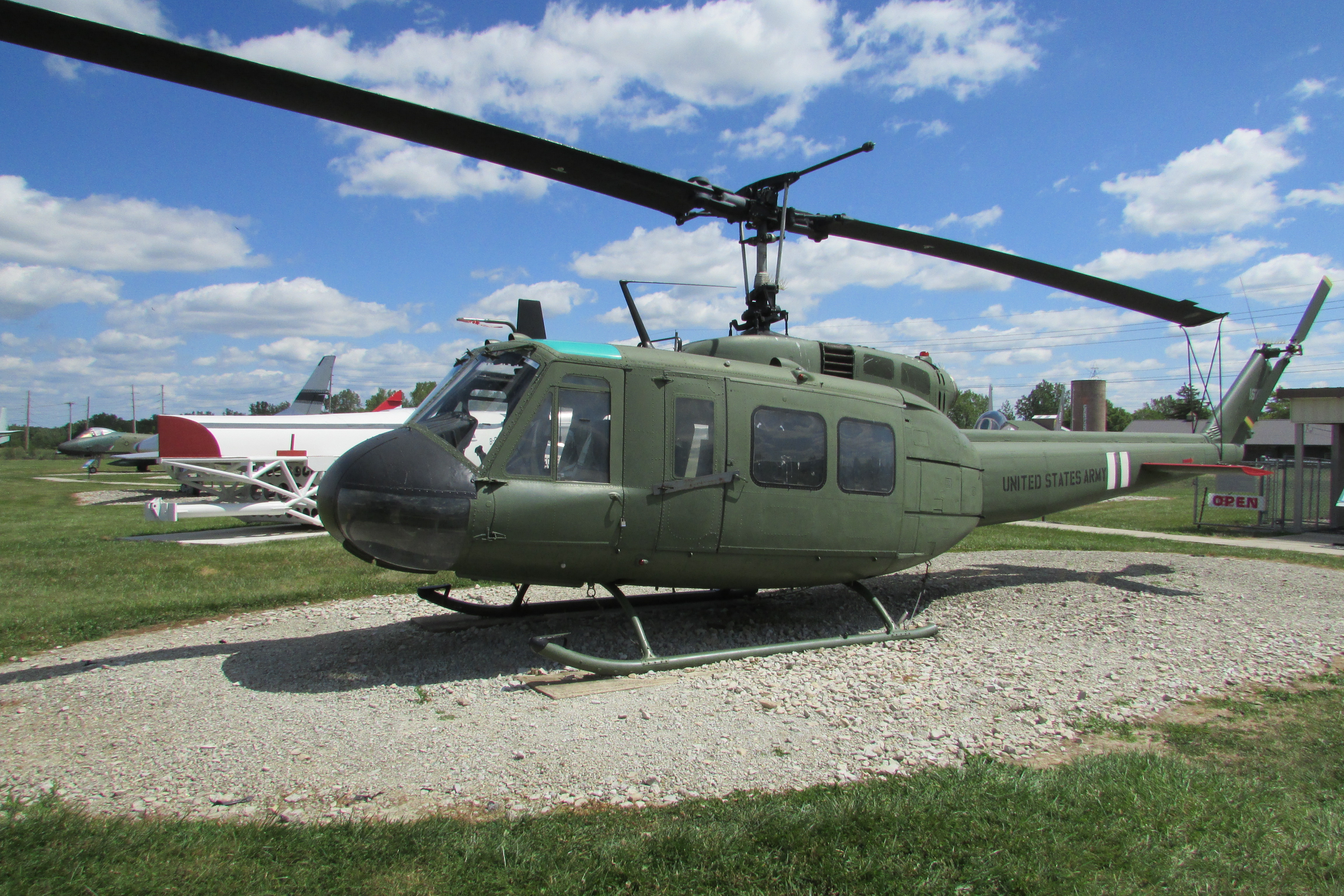
UH-1 Iroquois of Huey

Bell Aircraft Corporation werd op 10 juli 1935 opgericht door by Lawrence Dale Bell. Hij had eerder gewerkt voor Consolidated Aircraft. De focus lag toen nog op de ontwikkeling en productie van gevechtsvliegtuigen. In 1935 telde het bedrijf 56 werknemers en een jaar later was dit gegroeid naar 642. Op basis van een contract uit 1937 werd het eerste vliegtuig ontwikkeld, de XFM-1 Airacuda. Deze jager met twee motoren werd ingezet om bommenwerpers aan te vallen. Hiervan werden slechts 13 exemplaren gemaakt en in 1942 werden ze uit dienst genomen.
In de aanloop en tijdens de Tweede Wereldoorlog werden de P-39 Airacobra, P-59 Airacomet, P-63 Kingcobra, de opvolger van de P-39, geproduceerd. De P-39 was uitgerust met een 37mm-kanon om gronddoelen aan te vallen. Van dit toestel werden zo'n 10.000 exemplaren gemaakt en de laatste rolde in 1944 uit de fabrieken. De Sovjet-Unie heeft ook grote aantallen gekregen maar zette het toestel vooral in tegen andere vliegtuigen. In januari 1940 telde Bell 1170 medewerkers en dit nam explosief toe naar een piek van 50.000 mensen in 1944. Bell maakte ook onderdelen voor andere vliegtuigen en maakte bommenwerpers in licentie zoals de Consolidated B-24 Liberator en Boeing B-29 Superfortress. Van dit laatste type maakte Bell er 668 en de productie werd gestaakt in het najaar van 1945.
Vroeg in de oorlog werd Bell betrokken bij een geheim project met straalmotoren. Het eerste Amerikaanse toestel dat vloog met een straalmotor was de P-59 Airacomet. Het toestel werd met name gebruikt voor experimenten en ervaring op te doen voor latere gevechtstoestellen. De P-59 bleef tot 1949 in dienst. De opgedane kennis en ervaring werd ingezet voor de ontwikkeling van de Bell X-1. De Bell X-1 was het eerste vliegtuig was dat sneller vloog dan het geluid, een vlucht met piloot Chuck Yeager.
In 1941 werd Arthur M. Young aangenomen. Hij had veel kennis van helikopters en Bell wilde met deze nieuwe tak minder afhankelijk worden van de Amerikaanse overheid als afnemer. De Bell 30 was de eerste helikopter en deze maakte op 29 december 1942 de eerste vlucht. Met de Bell 47 brak de onderneming door als fabrikant van helikopters.
In juli 1960 werd Bell Aerospace overgenomen door het Amerikaanse conglomeraat Textron. Bell Aircraft Corporation, inclusief de helikopters, was het enige bedrijfsonderdeel dat nog vliegtuigen maakte. Een paar jaar later werd de helikopterdivisie apart gezet en kreeg de naam Bell Helicopter Company. Met het grote succes van de UH-1 of Huey in de Vietnamoorlog was dit de grootste divisie binnen Textron. In januari 1976 werd de naam gewijzigd in Bell Helicopter Textron.
Bell Helikopter heeft een nauwe band met AgustaWestland. Het partnerschap dateert terug tot verschillende productiecontracten met Agusta en Westland. Toen de twee Europese firma's samengingen bleef het partnerschap bestaan, behalve op de AB139, die nu bekendstaat als de AgustaWestland AW139. Bell en AgustaWestland werkten ook nauw samen voor de AgustaWestland AW609 tiltrotor.
Op 27 februari 2018 werd de naam vereenvoudigd tot Bell.

## Activiteiten
Bell is een van de vier onderdelen van Textron, de andere drie zijn Textron Aviation, Textron Systems en Industrial. Bell behaalde in de jaren 2017-2021 een omzet van gemiddeld US$ 3,3 miljard, hiervan werd een derde behaald met civiele producten en de rest was militair materieel. De Verenigde Staten is met zo'n 70% van de totale omzet veruit de grootste afzetmarkt.

### Helikopters

#### Commercieel

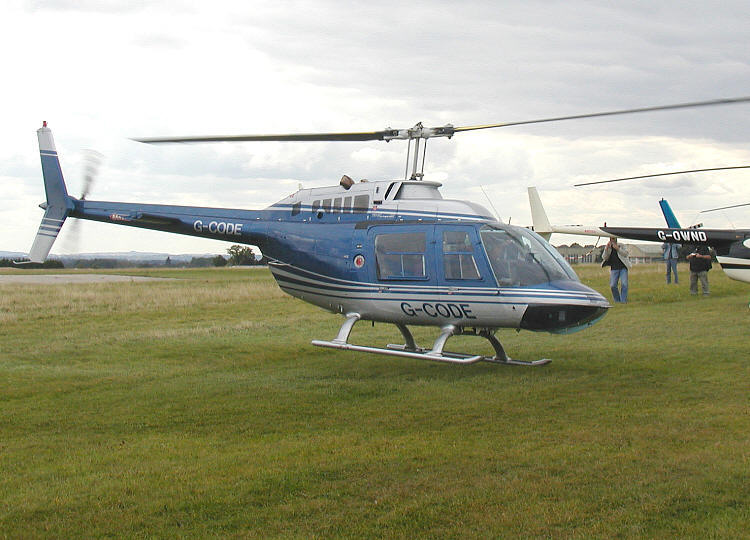
Bell 206B JetRanger III

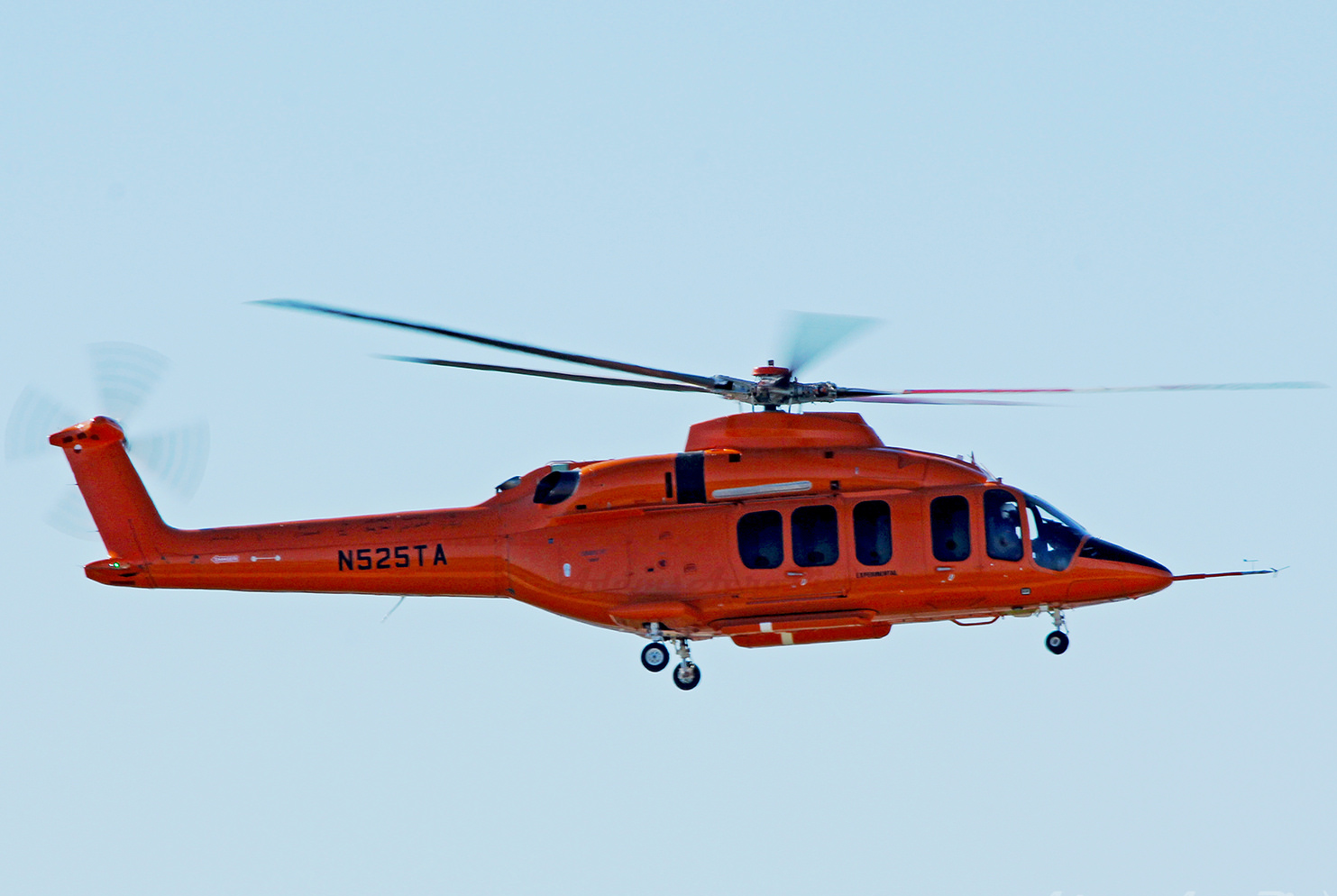
Bell 525 Relentless

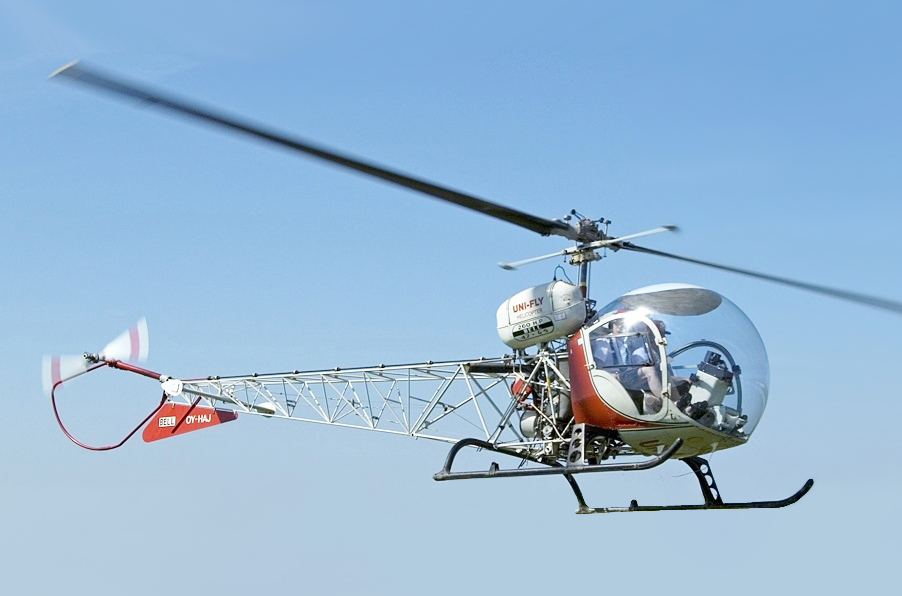
Bell 47G-5 Uni Fly

- 47
- 206 JetRanger
- 206 LongRanger
- 210
- 212
- 214
- 222
- 407
- 412
- 417
- 427
- 429
- 430
- 505
- 525 Relentless

#### Militair
- UH-1 Iroquois (of Huey)
- UH-1F, variant van de Amerikaanse luchtmacht van de UH-1
- AH-1 Cobra (of HueyCobra)
- AgustaWestland AW139 (voorheen 50/50 als de Bell/Agusta AB139, nu 100% AgustaWestland)
- ARH-70
- OH-58 Kiowa
- Bell 360 (in ontwikkeling)

#### Tiltrotors
- V-22 Osprey (samen met Boeing Helicopters)
- Bell V-280 (in ontwikkeling, opvolger V-22 Osprey)
- Bell/Agusta BA609 (samen met AgustaWestland)
- Eagle Eye

## Naslagwerk
- (en)  Norton, Donald J. Larry: A Biography of Lawrence D. Bell. Chicago: Nelson-Hall (1981) ISBN 9780882296159